# جيمس براون (لاعب كرة قدم مواليد 1998)
جيمس براون (بالإنجليزية: James Brown) هو لاعب كرة قدم بريطاني في مركز الدفاع، ولد في 12 يناير 1998 في دوفر في المملكة المتحدة. لعب مع نادي ميلوول.

## وصلات خارجية
- جيمس براون (لاعب كرة قدم مواليد 1998) على موقع قاعدة بيانات كرة القدم.إي يو (الإنجليزية)
- جيمس براون (لاعب كرة قدم مواليد 1998) على موقع ناشيونال فوتبول تيمز (الإنجليزية)
- جيمس براون (لاعب كرة قدم مواليد 1998) على موقع Soccerbase.com (لاعب) (الإنجليزية)
- جيمس براون (لاعب كرة قدم مواليد 1998) على موقع Soccerway.com (الإنجليزية)